# Dobroměřice
Dobroměřice är en ort i Tjeckien.   Den ligger i regionen Ústí nad Labem, i den nordvästra delen av landet, 50 km nordväst om huvudstaden Prag. Dobroměřice ligger 184 meter över havet och antalet invånare är 1 329.
Terrängen runt Dobroměřice är platt västerut, men österut är den kuperad. Dobroměřice ligger nere i en dal som går i öst-västlig riktning.Runt Dobroměřice är det ganska tätbefolkat, med 134 invånare per kvadratkilometer. Närmaste större samhälle är Most, 18,5 km nordväst om Dobroměřice. Trakten runt Dobroměřice består till största delen av jordbruksmark.